# Kallima guineensis
Kallima guineensis är en fjärilsart som beskrevs av Hans Fruhstorfer 1898. Kallima guineensis ingår i släktet Kallima och familjen praktfjärilar. Inga underarter finns listade i Catalogue of Life.